# Richard Brian Ferguson
Richard Brian Ferguson (* 19. Juli 1951 in New York City) ist ein US-amerikanischer Anthropologe und Hochschullehrer. Seine wichtigsten Forschungsgebiete sind die Kulturanthropologie, Erforschung menschlicher Kriegshandlungen und ihrer Ursachen sowie ethnische Konflikte.

## Leben und Wirken
Ferguson verbrachte seine Kindheit im Bundesstaat New York und studierte an der Columbia University, dort beendete er sein Studium im Jahre 1974 mit einem Bachelor in Anthropologie. Während dieser Zeit war er politisch gegen den Vietnamkrieg aktiv. Im Jahre 1988 promovierte er in Anthropologie an der Columbia University mit einer Dissertationsarbeit in einer Feldstudie in Puerto Rico.
Ferguson ist Hochschullehrer in Anthropologie an der Rutgers University Newark. Seine Expertise liegt in den Bereichen der Kulturanthropologie, Kriegsanthropologie, ethnische Konflikte. Ferguson forscht und lehrt in der Abteilung für Soziologie und Anthropologie sowie Global Urban Studies/Urban Systems. Ferner war er Mitglied des Verwaltungsrates der New York Academy of Sciences. Ferguson hat viele Artikel veröffentlicht, die vor allem die biologischen Erklärungsmodelle in der Anthropologie kritisieren, insbesondere die zur Erklärung des Krieges.
Ferguson gibt eine allgemeine kulturanthropologische Definition von Krieg so schreibt er, dass der Krieg eine organisierte und zielgerichtete Gruppenhandlung sei, die sich gegen eine andere Gruppe richtet, die für solche Handlungen organisiert ist oder möglicherweise auch nicht, und die die potentielle oder tatsächliche Anwendung von Gewalt beinhaltet.

## Werke (Auswahl)
- Anthropology of War a Bibliography. Zusammen mit Leslie Farragher, 1988
- Explaining War 1990, S. 26 f In: Jonathan Haas (Hrsg.): The Anthropology of War. (School of American Research Advanced Seminars), Cambridge University Press; Cambridge/New York/Port Chester/Melbourne/Sydney 1990, ISBN 978-0-521-38042-3 ( auf academia.edu)
- Infrastructural Determinism 1995
- When Worlds Collide 1992
- A Paradigm for the Study of War and Society 1999
- Violent Conflict and Control of the State 2003
- Archaeology, Cultural Anthropology, and the Origins and Intensification of War 2006
- War Before History 2008
- Ten Points on War 2008
- The Birth of War. Natural History Magazine, July/August 2003 ( auf naturalhistorymag.com)
- Yanimani warfare: A Political History. School of American Research Press, Santa Fe, New Mexico 1995
- Warfare, Culture, and Environment. (Studies in Anthropology) 1984